# Лисий Потік
Ли́сий Поті́к — комплексна пам'ятка природи місцевого значення в Україні. Об'єкт природно-заповідного фонду Івано-Франківської області.
Розташована в межах Калуського району Івано-Франківської області, на захід від південної околиці м. Болехів.
Площа& 14,4 га. Статус присвоєно згідно з рішенням обласної ради від 12.03.2004 року № 350-10/2004. Перебуває у віданні ДП «Болехівський держлісгосп» (Витвицьке л-во, кв. 3, вид. 1-3, 5, 8-10).
Статус присвоєно для збереження частини лісового масиву з високопродуктивним мішаним насадженням модрини європейської з участю бука і смереки. Вік —150 років.